# Bandonegro
Bandonegro – polska grupa muzyczna, założona w 2010 roku w Poznaniu, wykonująca szeroko pojętą muzykę tango.
W swoim repertuarze łączą tradycję z nowoczesnością, grając taneczne tango argentyńskie, ale równocześnie sięgając po nowoczesne style takie jak tango nuevo i neotango oraz tworząc własne kompozycje z elementami jazzu, rocka i elektroniki. Artyści są uważani za najlepszy europejski zespół tango młodego pokolenia i wschodzące gwiazdy tego gatunku.

## Historia
W skład czteroosobowej orkiestry wchodzą: Michał Główka – bandoneon i akordeon, Jakub Czechowicz – skrzypce, Marek Dolecki – fortepian i Marcin Antkowiak – kontrabas i kompozycja.
Na scenie muzycznej zadebiutowali w 2011 roku, wygrywając prestiżowy, międzynarodowy konkurs „Pif Castelfidardo” we Włoszech w kategorii „Tango Nuevo”, a po roku nagrali swój pierwszy album „Tango Nuevo by Astor Piazzolla”.
W 2016 roku zespół zaistniał na polskiej scenie muzycznej, łącząc tango z elementami jazzu i elektroniki. Efektem tego były nieoczywiste artystyczne partnerstwa i występy z Edytą Górniak, Mieczysławem Szcześniakiem, Andrzejem Piasecznym, Raz Dwa Trzy, Marylą Rodowicz czy Heleną Vondrackovą. W maju 2016 roku wzięli udział w trasie koncertowej w Polsce „Atmasfera”, dając 16 koncertów.
W grudniu 2017 roku ukazał się ich drugi album „Tanchestron”, który sprawił, że zespół rozpoczął intensywną działalność koncertową w Europie grając rocznie ponad 70 koncertów. Pomysł muzyczny i wyczucie stylu sprawiły, że muzycy rozpoczęli regularne występy podczas festiwali w Polsce m.in. Krakus Aires Festival, Recuerdo Tango Festival, Łódź Tango Salon Festival i za granicą w Argentynie (Argentina Tango Salon), Niemczech (Embrace Berlin Tango Festival), Holandii, Belgii, Włoszech (Torino Tango Festival), Francji (Tarbes en Tango Festival), Danii (Copenhagen Jazz Festival), Szwecji (Stockholm Tango Festival), Irlandii, Szwajcarii, Finlandii (World of Tango Festival) czy Norwegii (Oslove Tango Festival).
Na początku 2019 roku zespół odbył 5 tygodniowe tournée w Argentynie, występując w kultowych klubach: Salon Canning, La Viruta oraz podczas prestiżowego festiwalu Argentina Tango Salon w Buenos Aires. Utwór Gallo Ciego w wykonaniu Bandonegro został zaprezentowany podczas finałów World tango dance tournament – największej imprezy tango na świecie. Jako jedyni polscy muzycy mieli okazję wystąpić przed legendarnym skrzypkiem Fernando Suárez Paz, który przez wiele lat koncertował w kwintecie Astora Piazzolli. W czerwcu 2019 roku ukazała się trzecia, autorska płyta zespołu zatytułowana „Hola Astor”, łącząca tango z elementami jazzu i rocka, która przez krytyków muzycznych została okrzyknięta rewolucją gatunku. W październiku 2020 roku nakładem wydawnictwa Dux ukazała się czwarta płyta zespołu „Tangostoria”, stworzona we współpracy z urugwajskim wokalistą Andres Martorell.
Współpracowali z wybitnymi gwiazdami tanga: José Colángelo, Nelson Pino, Roberto Siri, Nito & Elba Garcia, Clarisa Aragone & Jonathan Saavedra, Los Totis czy Maria Ines Bogado & Roberto Zuccarino.

## Dyskografia
| Tytuł                          | Dane dot. albumu                                                      |
| ------------------------------ | --------------------------------------------------------------------- |
| Tango Nuevo by Astor Piazzolla | - Data: 1 listopada 2012 - Wydawca: Rec Art - Styl: Tango nuevo       |
| Tanchestron                    | - Data: 11 grudnia 2017 - Wydawca: Bandonegro - Styl: Tango Argentino |
| Hola Astor                     | - Data: 29 czerwca 2019 - Wydawca: SJ Records - Styl: Neotango        |
| Tangostoria                    | - Data: 16 października 2020 - Wydawca: Dux - Styl: Tango Argentino   |

## Osiągnięcia
Zespół Bandonegro jest stypendystą Prezydenta Miasta Poznania za wybitne osiągnięcia artystyczne oraz posiada honorowy patronat Ambasady Argentyny w Polsce. Na swoim koncie ma również szereg nagród na konkursach ogólnopolskich i międzynarodowych m.in.:
- 2011: I miejsce na 36. Międzynarodowym Festiwalu Akordeonowym w kategorii muzyki Astora Piazzolli w Castelfidardo, Włochy
- 2011: III miejsce na XX Jubileuszowym Międzynarodowym Festiwalu Muzyki Akordeonowej w kategorii muzyki rozrywkowej, Przemyśl
- 2011: I miejsce na XIV Gorlickich Konfrontacjach Akordeonowych, Gorlice
- 2011: Laureat na Ogólnopolskich Przesłuchaniach Centrum Edukacji Artystycznej, Warszawa[23]
- 2020: Laureat nagrody Medal Młodej Sztuki w kat. Muzyka Rozrywkowa[24]